# Маунт Плезант (Висконсин)
Маунт Плезант (енгл. Mount Pleasant) град је у америчкој савезној држави Висконсин.

## Демографија
По попису из 2010. године број становника је 26.197.
| Група             | 2000.    | 2010.          |
| Белци             | 0 (0,0%) | 21.302 (81,3%) |
| Афроамериканци    | 0 (0,0%) | 1.752 (6,7%)   |
| Азијати           | 0 (0,0%) | 561 (2,1%)     |
| Хиспаноамериканци | 0 (0,0%) | 2.181 (8,3%)   |
| Укупно            | 0        | 26.197         |